# مکنده‌دهان
در ماهی‌ها، مکنده‌دهان (به انگلیسی: Suckermouth) نوعی ماهی است که جهت شکم (پایینی) است و برای چرای جلبک‌ها و جانداران کوچکی که روی اشیاء غوطه‌ور رشد می‌کنند، سازگار است.
همه مکنده (Loricariidae) مانند جلبک‌خواران cypriniform از سردهٔ جلبک‌خواران (Gyrinocheilus) و دیگر سرده‌ها دارای دهان مکنده هستند. سیامنسیس دروغین (Epalzeorhynchus sp. یا Garra taeniata) نیز این ویژگی را دارد. سه سرده در Mochokidae، Atopochilus، Chiloglanis و Euchilichthys نیز دارای یک مکنده‌دهان هستند که توسط لب‌ها و بخشی از سبیلک‌ها تشکیل شده است. Loricariidae و اعضای سردهٔ Gyrinocheilus با داشتن یک دهانه مخصوص روی پوشش آبشش بیشتر سازگار می‌شوند تا ماهی بتواند بدون استفاده از دهان خود نفس بکشد.